# Cerambyx multiplicatus
Cerambyx multiplicatus är en skalbaggsart som beskrevs av Victor Ivanovitsch Motschulsky 1859. Cerambyx multiplicatus ingår i släktet ekbockar, och familjen långhorningar.
Artens utbredningsområde är Iran. Inga underarter finns listade.